# Furias (serie de televisión)
Furias (título original: Furies) es una serie francesa de acción de 2024. Fue estrenada en Netflix el 1 de marzo de 2024. La serie tiene una temporada y está dividida en 8 episodios.
Gira en torno a los bajos fondos parisinos, en la que Lyna es una joven que quiere vengar la muerte de su padre, lo que la llevará envuelta en las maquinaciones de la Furia, un temible y peligroso entorno cuyo enigmático y brutal poder dirige los bajos fondos criminales de París.

## Argumento
Al principio, siete familias controlaban los bajos fondos de París. Sin embargo una de ellas, los Aragos, fue diezmada por las otras seis familias a causa de sus feroces celos. Eso ocurrió en aquel fatídico día de 1928, cuando la familia casó felizmente a su hija. Las celebraciones al respecto terminaron en un baño de sangre y la única superviviente de la masacre, la novia, que queda viuda al instante, exige entonces venganza.
Renuncia de esa manera a su lugar en el Olimpo para asegurar su independencia y ejercer algún tipo de justicia en los alrededores. Así nació la primera Furie, una posición transmitida de madre a hija. Desde entonces nunca ha habido otra guerra entre las familias. Todo eso cambia, cuando el padre de Lyna es asesinado por las maquinaciones de la familia de Selma y Lyna jura entonces venganza.

## Reparto
| Actor           | Personaje    |
| --------------- | ------------ |
| Lina El Arabi   | Lyna Guerrab |
| Marina Foïs     | Selma        |
| Steve Tientcheu | Simon        |
| Quentin Faure   | Le Boueux    |
| Jeremy Nadeau   | Elie         |
| Sandor Funtek   | Orso         |

## Producción
La serie se filmó en París, la capital de Francia.

## Recepción
La serie resultó ser una de las series francesas con mejor rendimiento en 2024 y en los últimos años. Estuvo entre las diez series más vistas durante seis semanas, acumulando 110,20 millones de horas vistas, lo que equivale a 18,40 millones de visitas. Solo la serie francesa Lupin lo supera. Por ello se decidió hacer una segunda temporada de la serie.